# アレクサンドロス1世 (ギリシャ王)
アレクサンドロス1世（ギリシャ語: Αλέξανδρος Α΄, ラテン文字転写: Aleksandros I、1893年8月1日 - 1920年10月25日）は、ギリシャの国王（在位：1917年6月11日 - 1920年10月25日）。

## 生涯
ギリシャ王太子コンスタンティノスとその妻ドイツ皇女・プロイセン王女ソフィアの次男として、アテネ郊外の夏の離宮タトイ宮殿で生まれた。父方の祖父母はギリシャ国王ゲオルギオス1世と王妃オリガ・コンスタンティノヴナ、母方の祖父母はドイツ皇帝フリードリヒ3世と皇后ヴィクトリア。幼少期、彼は両親とともに、祖母ヴィクトリアが住むクロンベルク城（Schloss Friedrichshof）を何度も訪れており、特に可愛がられた。すぐ下の妹エレーニ（のちのルーマニア王ミハイ1世の母后）とは特に親しく、対して真面目で思慮深い兄ゲオルギオスと悪戯好きで社交的なアレクサンドロスは共通点を持たず、疎遠だった。
1917年、第一次世界大戦への参戦を巡って、国王コンスタンティノス1世とヴェニゼロス首相の意見が対立した。協商国側での参戦を求めるヴェニゼロスは、フランス・イギリス両国の軍隊が北部のテッサロニキに上陸したのを機に政権を樹立し、アテネ政府と対立した。1917年にコンスタンティノス1世は王太子ゲオルギオスとギリシャを離れて亡命した。代わってアレクサンドロスが国王に擁立されたが、政治的実権は与えられなかった。
1919年11月4日、アレクサンドロスは平民の娘アスパシア・マノスと結婚、駆け落ちするというスキャンダルが巻き起こった。イギリス国王ジョージ5世の娘メアリーとの結婚を望んでいたヴェニゼロスは激怒したが、2人はパリへと向かい、結婚が合法と見なされるまでギリシャへは戻らなかった。
1920年10月2日、ペットの猿に噛まれて破傷風にかかり、10月25日にアテネで崩御した。王位には父コンスタンティノス1世が復位した。

## 家族
死後に唯一の子アレクサンドラが誕生した。アレクサンドラは後にユーゴスラビア国王ペータル2世と結婚した。